# Palazzo Valle
Il Palazzo Valle è un edificio rappresentativo del barocco catanese ed è ubicato a Catania al numero civico 122 di Via Vittorio Emanuele II nel centro storico della città.

## L'edificio
L'edificio è una delle opere più eleganti dell'architetto Gian Battista Vaccarini che ebbe gran parte nella ricostruzione di Catania dopo il disastroso terremoto del Val di Noto del 1693. Costruito in stile barocco consta di un piano botteghe con annessi mezzanini e quindi del piano nobile residenza del proprietario.
La facciata è molto ricca con balconi ad andamento curvilineo.
L'architetto Francesco Fichera lo descrive: «palazzo dotato di un fascino di grandiosità austera, dovuto alla semplicità del telaio del massiccio edificio, ricinto entro basse lesene, coronato da una sobria cornice».
La parte più importante è il portale d'ingresso sormontato dal ricco timpano che regge la mensola aggettante del ricco balcone centrale del palazzo.
Dall'androne si dipartono due scale che portano al piano nobile del palazzo, che dispone di un cortile interno mai sistemato definitivamente.